# Harald Bender
Harald Friedrich Bender, nach 1976 auch Adelhyd van Bender oder Marquis von Kensington (* 16. Oktober 1950 in Bruchsal; † 2. April 2014 in Berlin), war ein deutscher Künstler der Art brut. Seine Werke befinden sich in der Sammlung Prinzhorn der Psychiatrischen Universitätsklinik in Heidelberg.

## Leben
Harald Bender wurde 1950 in Bruchsal geboren. Seine Eltern trennten sich und Bender verließ im Alter von 15 Jahren sein Elternhaus und zog nach Ludwigshafen. Er wohnte in einem Jugendheim und absolvierte erfolgreich eine Ausbildung zum Elektriker. Im Jahr 1968 ging er nach Berlin, dort arbeitete er zunächst als Elektriker und war dann arbeitslos. Er holte seinen Realschulabschluss an der Abendschule im Jahr 1974 nach und wurde an der Hochschule der Künste angenommen. Dort studierte er zwei Jahre. Im Jahr 1976 wurde er zwangsexmatrikuliert und ihm wurde die Wohnung gekündigt.
Bender ging danach in der Überzeugung, dort seine aristokratischen Wurzeln zu finden, nach England. Er nannte sich von dem Zeitpunkt an „Adelhyd van Bender“ oder „Marquis von Kensington“ und war sich auch nicht mehr sicher, ob er Mann oder Frau sei.
Nach Berlin kehrte er 1977 zurück. Dort fing er an künstlerisch tätig zu sein. Eine bescheidene Erbschaft ermöglichte ihm das Leben in einer kleinen Wohnung. Er stellte bombenartige Objekte her und begann zu malen. Er bemalte Holz und Pappen mit Teeren, Ölfarben und diversen chemischen Stoffen und Lösungsmitteln. Ein Teil seines Werks wurde bei einem Brand in seiner Wohnung im Jahr 1987 zerstört. Bender wandte sich 1999 an die Sammlung Prinzhorn, als seine Wohnung unter der Last seiner Werke zusammenzubrechen drohte, und überließ der Sammlung einen Großteil seiner Werke. Diese bestanden aus 180 Ordnern mit jeweils ca. 180 DIN-A4-Papierarbeiten, aus teils farbigen Zeichnungen, Collagen und Kopien. Sein Werk ist Teil der Dauerausstellung der Sammlung Prinzhorn.
Danach wandelte sich seine Arbeit, Adelhyd van Bender widmete sich dem Zeichnen, Überarbeiten und Fotokopieren und empfand seine Tätigkeit als ihm von einer höheren Autorität aufgezwungene Fronarbeit, die er ständig, Tag für Tag von morgens bis abends verrichten musste. Er empfand seine Kunst nicht als Kunst, sondern für ihn waren es Beweise und die würden vor Gericht gehören. Nach den Aussagen des Leiters der Sammlung Prinzhorn Thomas Röske, der Bender in Berlin besuchte, bestand für Bender seine Aufgabe darin, die Verbindung von Atom, für ihn Lichtenergie, und dem Eisprung zu belegen. Er versuchte die Welt in mathematische Formeln zu zerlegen und positionierte so sein Werk an der Schnittstelle zwischen Wissenschaft, Religion und Philosophie. Ein Großteil dieses Œuvre befindet sich im Besitz der Kölner Galerie Delmes & Zander, die es aufarbeitete und in einem eigenen Ausstellungsraum zeigt.
Adelhyd van Bender starb am 2. April 2014 in Berlin.

## Ausstellungen
- Teil der Dauerausstellung der Sammlung Prinzhorn
- Dauerausstellung in der Galerie Delmes & Zander, Köln
- Yevgeniya Baras – Carolin Eidner – Adelhyd van Bender Thomas Erben Gallery, New York, 2015[5]
- Gallery Weekend in Berlin, Galerie Delmes & Zander, 2015[6]
- Delmes & Zander, Ebensperger Salzburg, 2018[7]